# Bundespolizei kompakt
Die Bundespolizei kompakt – Zeitschrift der Bundespolizei (Eigenschreibweise BUNDESPOLIZEI kompakt) ist eine zweimonatlich erscheinende Mitarbeiterzeitschrift der deutschen Bundespolizei. Die Auflage beträgt 11.000 Exemplare. Die Ausgaben sind online kostenfrei verfügbar und richten sich damit auch an die interessierte Öffentlichkeit.

## Geschichte
Vorgänger waren die Zeitschriften:
- „Bundespolizei – Zeitschrift der Bundespolizei“ (erschienen 2005–2008, ISSN 2190-670X),
- „Bundesgrenzschutz, Polizei des Bundes – Zeitschrift des Bundesgrenzschutzes“ (erschienen 1996–2005, ISSN 2190-6696),
- „Zeitschrift des Bundesgrenzschutzes – BGS“ (erschienen 1974–1996, ISSN 0302-9468) und
- „Die Parole – illustrierte Zeitschrift für den Bundesgrenzschutz“ (1951–1973, ISSN 0031-238X).

Die Bundespolizei kompakt bezieht sich bei der Angabe ihres Jahrgangs auf das Jahr 1973.